# L'Infirmière (film, 2019)
Pour plus de détails, voir Fiche technique et Distribution.
L'Infirmière (よこがお, Yokogao, litt. « Visage vu de profil ») est un film franco-japonais réalisé par Kōji Fukada et sorti en 2019.

## Synopsis
Ichiko est infirmière à domicile. Elle travaille au sein d'une famille où elle est considérée comme étant un membre à part entière. Ichiko aide également Motoko, la sœur aînée, qui veut être infirmière. Un jour, Saki, la sœur cadette, disparaît. Motoko, devenue avec le temps son amie et confidente, accuse Ichiko. Suit une frénésie médiatique qui met littéralement l'héroïne le dos au mur, l'obligeant à affronter les fantômes de son passé et à développer un désir de vengeance.

## Fiche technique
- Titre : L'Infirmière
- Titre original : よこがお (Yokogao?)
- Titre anglais : A Girl Missing
- Réalisation et scénario : Kōji Fukada
- Photographie : Ken'ichi Negishi
- Montage : Kōji Fukada et Julia Gregory
- Décors : Yasuaki Harada (ja)
- Musique : Hiroyuki Onogawa (ja)
- Production : Daisuke Futagi, Kazumasa Yonemitsu et Masa Sawada
- Sociétés de production : Comme des Cinémas, Kadokawa Corporation, Tokyo Garage
- Société de distribution : Art House Films (France)
- Pays d'origine :  Japon,  France
- Langue originale : japonais
- Format : couleurs — 1,85:1 — 35 mm
- Genre : drame
- Durée : 111 minutes[1]
- Dates de sortie :
  - Japon : 26 juillet 2019[1]
  - Suisse : 10 août 2019 (festival international du film de Locarno[2])
  - Canada : 9 septembre 2019 (festival international du film de Toronto[3])
  - France : 5 aout 2020  (sortie en salles[4],[5])

## Distribution
- Mariko Tsutsui : Ichiko
- Mikako Ichikawa : Motoko Oishi
- Sōsuke Ikematsu : Kazumichi, le petit ami de Motoko
- Mitsuru Fukikoshi (en) : le docteur Totsuka
- Hisako Ōkata (ja) : Tōko Oishi
- Miyu Ogawa : Saki Oishi, la jeune sœur de Motoko
- Ren Sudo (ja) : le neveu d'Ichiko

## Sortie

### Accueil critique
En France, le site Allociné recense une moyenne des critiques presse de 3,5/5.

## Distinctions

### Récompense
- Festival Polar de Cognac 2020 : Polar du meilleur long métrage international[7]

### Sélections
- 2019 : en compétition pour le Léopard d'or au festival international du film de Locarno[2]
- 2019 : en section Contemporary World Cinema du festival international du film de Toronto[3]